# Voivodato di Stanisławów
Il voivodato di Stanisławów è stato un'unità di divisione amministrativa e governo locale della Polonia dal 1920 al 1939. La regione oggi è denominata Oblast' di Ivano-Frankivs'k e fa parte dell'Ucraina.
La città capitale era Stanisławów.

## Dati
- Area: 16,900 km²
- Popolazione: 1.480.285
  - Polacchi: 332.175 (22,4%)
  - Ucraini e ruteni: 1.018.878 (68,8%)
  - Ebrei: 109.378 (7,4%)